# Alpha Monocerotis
Alpha Monocerotis (α Mon / α Monocerotis, "Alfa do Unicórnio") é a estrela mais brilhante da constelação do Unicórnio.
Pertence à classe espectral G e tem magnitude aparente 3,93. Está a cerca de 144 anos-luz da Terra.